# Jon Corzine
Jon Stevens Corzine (Taylorville, 1º gennaio 1947) è un politico e banchiere statunitense, senatore per lo stato del New Jersey dal 2001 al 2006 e governatore dello stesso stato dal 2006 al 2010.

## Biografia
Nato nell'Illinois, dopo la laurea e il servizio militare, Corzine cominciò a lavorare nel settore della finanza e nel 1975 si trasferì nel New Jersey, dove aveva ottenuto un impiego come bond trader presso la Goldman Sachs.
Corzine continuò a lavorare per svariati anni alla Goldman Sachs e nel 1994 ne venne nominato amministratore delegato. Mantenne questo incarico per cinque anni, finché decise di licenziarsi nel 1999 in seguito a dei contrasti con il collega Henry Paulson, che gli succedette alla guida della banca.
Nel 2000, all'annuncio del ritiro del senatore Frank Lautenberg, Corzine rese pubblica la sua candidatura per il seggio come esponente del Partito Democratico. Riuscì ad essere eletto e mantenne l'incarico fino al 2006, quando divenne governatore del New Jersey.
Nel 2009 Corzine chiese la rielezione ma venne sfidato dal repubblicano Chris Christie, che lo sconfisse di misura.
Dopo aver lasciato la politica, Corzine tornò a lavorare nel settore finanziario.